# Вася Club
Вася Club  — український етно-рок гурт, активний у 2001 - 2017 роках, виконував музику в стилі українського рок-н-ролу, народного блюзу, суміші фолку, панку і міського шансону.

## Історія
Заснований наприкінці 2001 року поетом, музикантом та актором Василем Гонтарським. Назва гурту має жартівливу складову і тягнеться від часів, коли пан Гонтарський та пан Рємєзов погравали довгими зимовими вечорами на кухні під гітару. Їх добрий друг, художник Арсен Савадов, якось кинув — «Ви просто — Вася Club», і прізвисько прилипло, а з часом перетворилося й на назву групи.
Перший виступ гурту відбувся 13 лютого 2002 року в клубі «Мистецький Льох». За іншим джерелом дебют відбувся в нічному клубі «Бади Гай».
Брав участь у музичних фестивалях, зокрема «Мазепа-Фест», в Україні і  Європі (Франція, Польща). 
В 2002 році був записаний перший альбом «Хіпан», на студії С. Круценка. Альбом названий за назвою білоруської народної пісні.
В 2004 році був записаний другий альбом «Конокрад», на студії Лавра.
Одна із композицій авторства Василя Гонтарського стала саундтреком гостросюжетного пригодницького фільму режисера Івана Кравчишина «Прорвемось!».
Майже до всіх пісень гурту «Вася Club» слова та музику написав Вася Гонтарський.
У 2007 році Василь Гонтарський помер. В одному зі своїх інтерв'ю бек-вокаліст Марлен Мамутов зізнався:
| | \| Після загибелі лідера нашого гурту, його засновника, автора віршів та музики Василя Гонтарського, ми впали у депресію і думали, чи не припинити виступи. Але концерти із вдячною публікою у залі переконують: мусимо й далі дарувати творчість Василя нашим шанувальникам.[4] \| |
| Після загибелі лідера нашого гурту, його засновника, автора віршів та музики Василя Гонтарського, ми впали у депресію і думали, чи не припинити виступи. Але концерти із вдячною публікою у залі переконують: мусимо й далі дарувати творчість Василя нашим шанувальникам. | |

У 2015 році гурт об"єднався з хіпаном мото рок-н-рольної субкультури Олегом Універсалом та виступив під назвою Vacя Club & Олег Універсал.

## Склад гурту
Команда на початку свого існування складалася з шести музикантів з вищою музичною освітою (Київська та Донецька консерваторії). Вася Гонтарський мав театральну освіту.
У 2006 році гурт складався з семи музикантів:
- Вася Гонтарський — спів;
- Марлен Мамутов (кримський татарин) — акордеон, бек-вокал;
- Олексій Сагітов (казанський татарин) — тромбон;
- Дмитро Вічев (болгарин) — барабани;
- Анатолий Ремезов (росіянин) — бек-вокал;
- Сергій Щур (українець) — туба;
- Володимир Ганапольский (єврей) — сурма.

У 2009 році оновлений склад гурту:
- Василь Коллекционов — спів, перкусія;
- Марлен Мамутов — бек-вокал, акордеон;
- Олексій Сагитов — тромбон;
- Павло Гузев — саксофон;
- Антон Бурико — труба;
- Олександр Яковлєв — соло-гітара;
- Валерій Мельников — бас-гітара;
- Євгеній Селезнев — ударна установка.

У 2016 році
- Валерій Мельников — бас-гітара
- Шевкет Зморка — акордеон;
- Саїд (Олексій) Сагітов —  художній керівник,тромбон;
- Павло Гузєв — тенор-саксофон;
- Антон Бурико — труба;
- Стас Луцький — гітара;
- Максим Фахрутдинов — барабани;

## Дискографія
- «Хіпан» — 2002,
- «Конокрад» — 2004,
- «Вася і Хобот» — 2006,
- «Руський альбом» — 2007,
- «Акустика» — 2007.